# Opérateur compact
En mathématiques, et plus précisément en analyse fonctionnelle, un opérateur compact est une application continue entre deux espaces vectoriels topologiques X et Y envoyant les parties bornées de X sur les parties relativement compactes de Y. Les applications linéaires compactes généralisent les applications linéaires continues de rang fini.
La théorie est particulièrement intéressante pour les espaces vectoriels normés ou les espaces de Banach. En particulier, dans un espace de Banach, l'ensemble des opérateurs compacts est fermé pour la topologie forte. Mieux, dans un espace de Hilbert, un opérateur compact est limite d'opérateurs bornés de rangs finis.
Les premiers opérateurs compacts sont apparus avec les équations intégrales et l'étude des espaces fonctionnels. La résolution formelle d'équations intégrales simples fait apparaître un opérateur à noyau dont la compacité tient à des propriétés d'équicontinuité. À travers ce problème est apparue une autre classe importante d'opérateurs, les opérateurs de Fredholm. La perturbation par des opérateurs compacts préserve la propriété d'être de Fredholm et l'indice de Fredholm : c'est le théorème de stabilité de l'indice.

## Définition
Un opérateur T de X dans Y est dit compact lorsque T est continu et que toute partie bornée de X est envoyée sur une partie relativement compacte de Y. (Lorsque T est linéaire, la seconde condition suffit pour qu'il soit borné, donc continu si de plus X est un espace vectoriel normé.)
L'ensemble K(X, Y) des opérateurs compacts de X dans Y forme donc un sous-espace vectoriel de ℒ(X, Y). En outre, le composé d'un opérateur continu et d'un opérateur compact est un opérateur compact. En particulier, K(X) = K(X, X) est un idéal bilatère de ℒ(X). L'algèbre quotient ℒ(X)/K(X) est appelée l'algèbre de Calkin.
Si la topologie de X est définie par une norme, les parties bornées de X sont exactement celles incluses dans une boule. Sous cette condition, un opérateur T est compact si et seulement s'il envoie la boule unité de X sur une partie relativement compacte de Y. De manière équivalente, on demande que pour toute suite bornée (xn) de X, la suite (Txn) admette une valeur d'adhérence.

## Exemples

### Opérateurs de rang fini
Soient X un espace vectoriel normé et T un opérateur borné sur X. Si T est de rang fini n, il existe n formes linéaires continues {\displaystyle \varphi _{1},\dots ,\varphi _{n}\in X'} et n vecteurs {\displaystyle x_{1},\dots ,x_{n}\in X} tels que 
Les opérateurs bornés de rang fini sont compacts car dans un espace de dimension finie, tout fermé borné est compact. Par conséquent, si X est de dimension finie, tout opérateur borné de Y dans X est compact. Réciproquement, d'après le théorème de compacité de Riesz, si l'application identité de X est un opérateur compact alors X est de dimension finie.
Dans ℒ(Y, X) avec X complet, l'ensemble des opérateurs compacts de Y dans X étant fermé, toute limite d’opérateurs de rang fini est un opérateur compact. On dit que X a la propriété d'approximation (« PA ») lorsque la réciproque est vraie pour tout espace de Banach Y. En particulier si X a la PA alors, dans ℒ(X), les opérateurs compacts sont exactement les limites d'opérateurs de rang fini. Parmi les espaces ayant la PA, citons par exemple les espaces de Hilbert, ou les espaces ayant une base de Schauder, comme les espaces Lp([0,1]), 1 ≤ p < +∞.

## Spectre des opérateurs compacts

### Structure du spectre
Comme précédemment, on considère un opérateur compact T sur un espace de Banach complexe X. On suppose que X est de dimension infinie. Alors :
- le spectre de T contient 0 ;
- tous ses éléments non nuls sont des valeurs propres de T ;
- il est au plus dénombrable ;
- s'il est infini dénombrable, toute énumération {λ1, λ2, … } du spectre de T est une suite de limite 0.

### Sous-espaces associés aux valeurs propres non nulles
Pour tout complexe λ ≠ 0, l'opérateur T – λI est de Fredholm d'indice 0, c'est-à-dire que la dimension du noyau de T – λI est finie, égale à la codimension de l'image. Pour toute valeur propre λ ≠ 0, le sous-espace propre associé est de dimension finie puisque son application identité est compacte , comme restriction de T/λ. Pour un tel λ, il est possible de définir, comme en dimension finie, le sous-espace caractéristique associé : c'est la réunion de la suite, croissante mais stationnaire, des ker (T – λI)n. C'est donc ker (T – λI)m pour tout entier m assez grand. Pour un tel m, on a la somme directe topologique
{\displaystyle X=\ker(T-\lambda {\rm {I}})^{m}\oplus {\rm {Im}}(T-\lambda {\rm {I}})^{m},}
l'opérateur T – λI induisant sur le premier sous-espace stable un endomorphisme nilpotent et sur le second, une bijection.

### Exemples
Il peut arriver que T n'ait aucune valeur propre, donc que son spectre soit réduit à 0, comme dans l'exemple de l'opérateur de Volterra T défini sur L2([0,1]) par
{\displaystyle (Tf)(x)=\int _{0}^{x}f(y)\mathrm {d} y.}